# Marble Hill (Missouri)
Marble Hill is een plaats (city) in de Amerikaanse staat Missouri, en valt bestuurlijk gezien onder Bollinger County.

## Demografie
Bij de volkstelling in 2000 werd het aantal inwoners vastgesteld op 1502.
In 2006 is het aantal inwoners door het United States Census Bureau geschat op 1514, een stijging van 12 (0,8%).

## Geografie
Volgens het United States Census Bureau beslaat de plaats een oppervlakte van
4,2 km², geheel bestaande uit land. Marble Hill ligt op ongeveer 191 m boven zeeniveau.

## Plaatsen in de nabije omgeving
De onderstaande figuur toont nabijgelegen plaatsen in een straal van 24 km rond Marble Hill.